# Красная Коса
Красная Коса (укр. Красна Коса) — село, относится к Белгород-Днестровскому району Одесской области Украины.
Население по переписи 2001 года составляло 1013 человека. Почтовый индекс — 67734. Телефонный код — 4849. Занимает площадь 1,66 км².

## Местный совет
67734, Одесская обл., Белгород-Днестровский р-н, с. Красная Коса, ул. Школьная, 16